# Lutgarda González Pérez
Lutgarda González Pérez, nació en Arucas, Provincia de Las Palmas, el 25 de noviembre de 1962. Es una Maestro FIDE Femenino de ajedrez española.

## Resultados destacados en competición
Resultó subcampeona de España en dos ocasiones, en los años 1993 y 1994.
Participó representando a España en tres Olimpíadas de ajedrez en los años 1988 en Salónica, en 1994 en Moscú y en 2004 en Calviá y en un Campeonato de Europa de ajedrez por equipos en el año 1999 en Batumi.